# Giumri
Giumri (orm. Գյումրի) – miasto w zachodniej Armenii, drugie pod względem wielkości miasto w kraju; ok. 111 tys. mieszkańców (2022).

## Historia
Pierwsze osiedle w tym miejscu zostało założone przez greckich kolonistów ok. 401 roku p.n.e., jednak później zostało ono zniszczone. W 1837 roku Rosjanie wznieśli tu twierdzę Aleksandropol, nazwaną tak od imienia cara Aleksandra I, a w 1840 miasto w jej pobliżu. W 1853 roku w czasie wojny krymskiej wokół miasta trwały zacięte walki między wojskami rosyjskimi a osmańskimi. W 1924 roku Aleksandropol został nazwany Leninakanem, na cześć wodza rewolucji październikowej. W 1990 roku miasto otrzymało dzisiejsze imię.
Giumri znacznie ucierpiało w trakcie wielkiego trzęsienia ziemi w 1988 roku. Niemal wszystkie wielopiętrowe budynki zostały wówczas zniszczone, a tysiące osób zginęło.
W Giumri swoją siedzibę ma 102 Rosyjska Baza Wojskowa, gdzie stacjonuje 5000 rosyjskich żołnierzy, sił lądowych oraz powietrznych. W 2010 roku władze Armenii i Rosji podpisały umowę o funkcjonowaniu rosyjskiej bazy w Giumri do 2040. W 2015 roku po masowym morderstwie, dokonanym w mieście przez zbiegłego z jednostki żołnierza, w Giumri miały miejsce masowe demonstracje przeciwko stacjonowaniu wojsk rosyjskich w Armenii.
Miasto znane jest ze swoich tradycji kowalskich, wpisanych w 2023 roku na listę reprezentatywną niematerialnego dziedzictwa kulturowego UNESCO.

## Komunikacja
W mieście znajduje się stacja kolejowa Giumri.

## Galeria

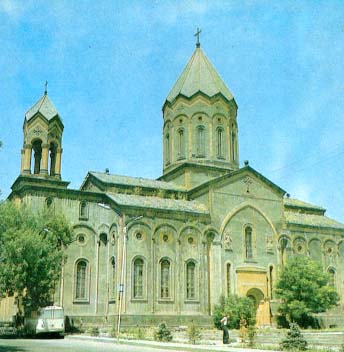
Kościół Zbawiciela przed rokiem 1988
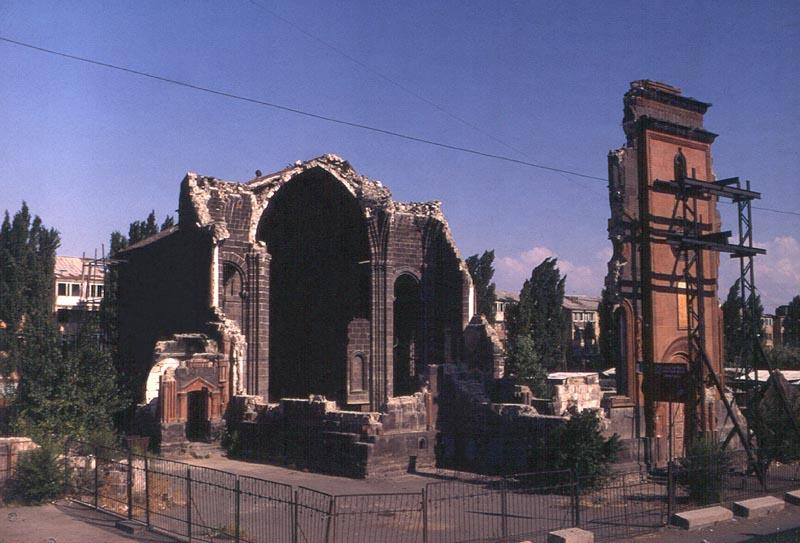
Kościół Zbawiciela (po trzęsieniu ziemi)
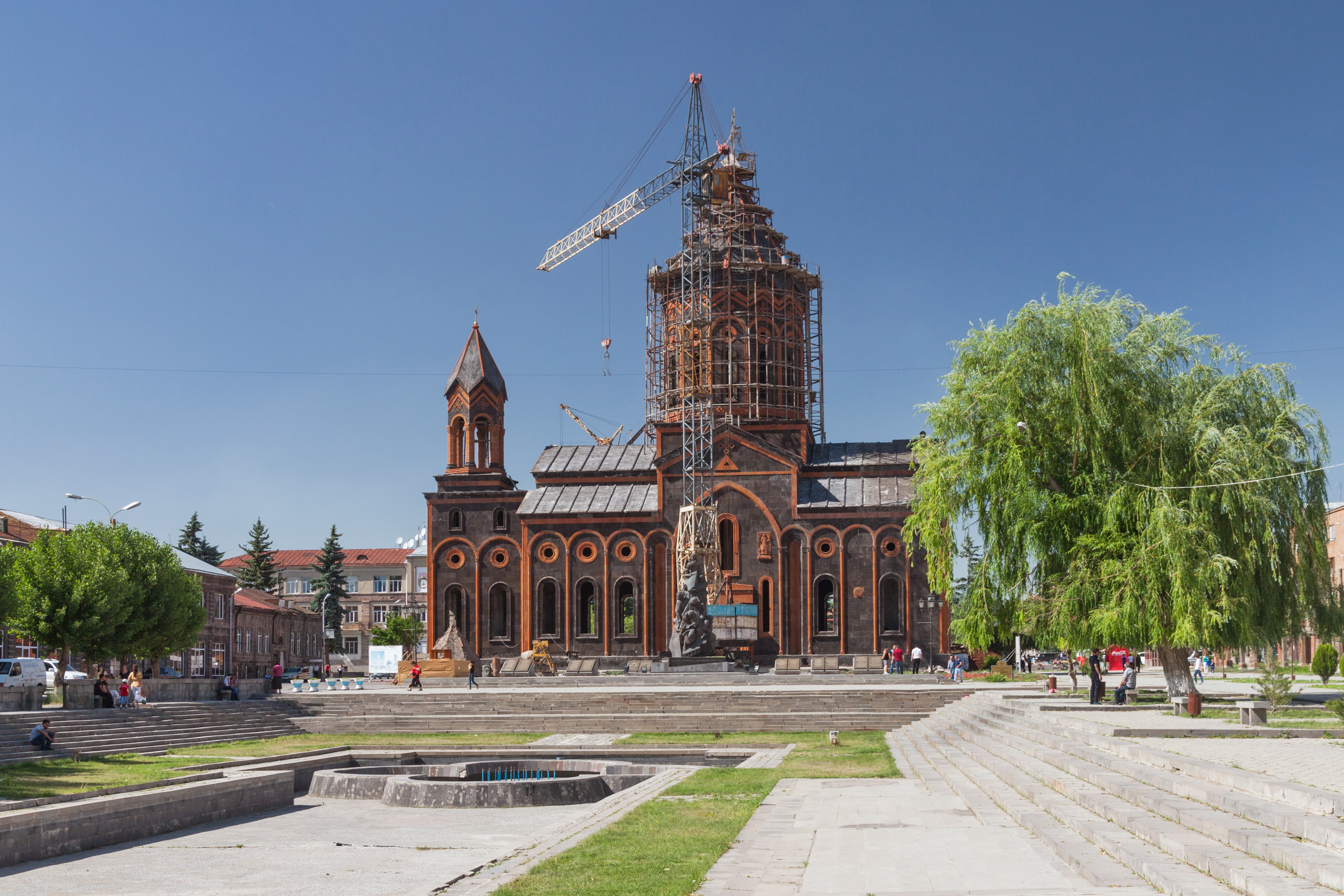
Kościół Zbawiciela podczas remontu (2014 r.)
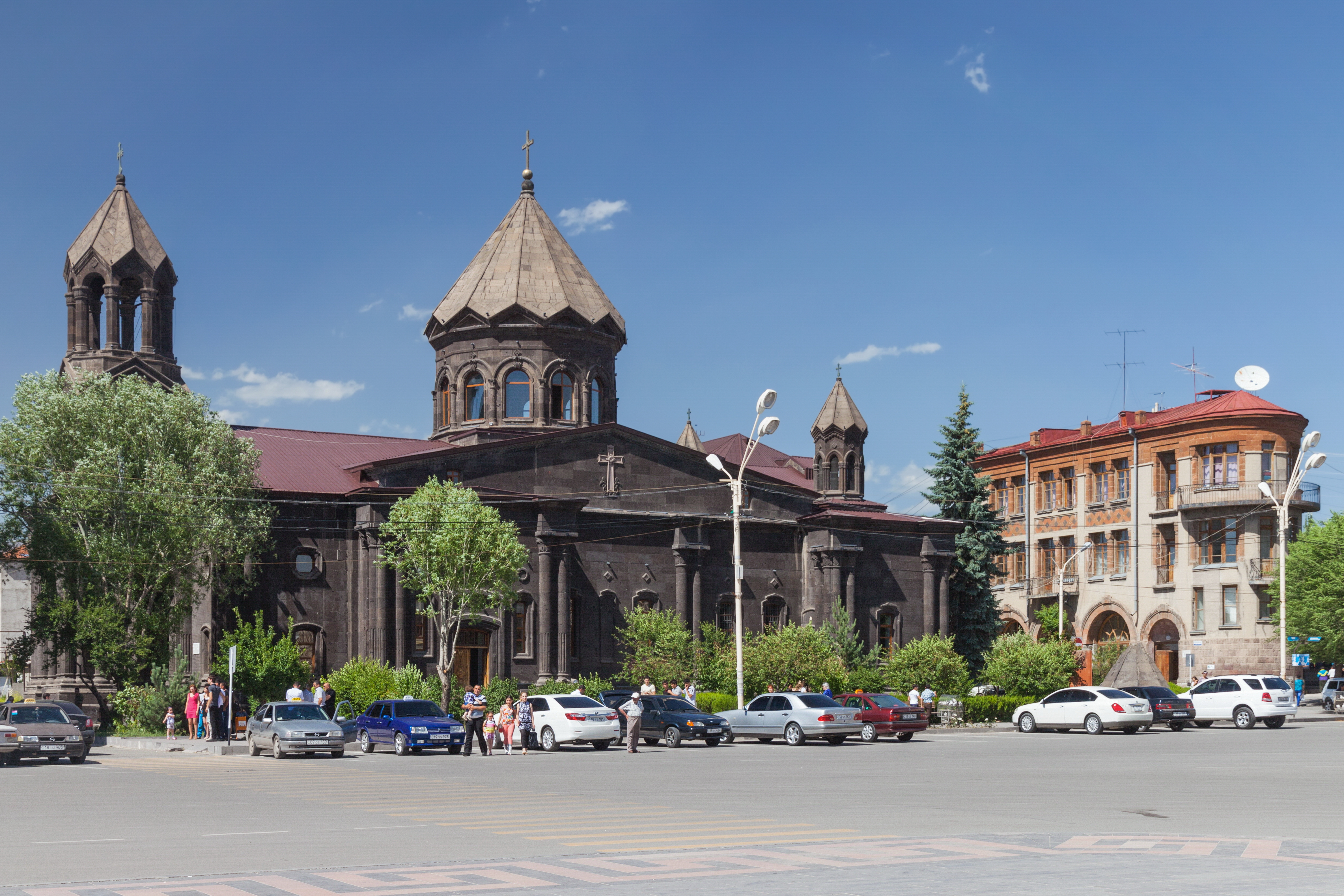
Katedra Matki Bożej
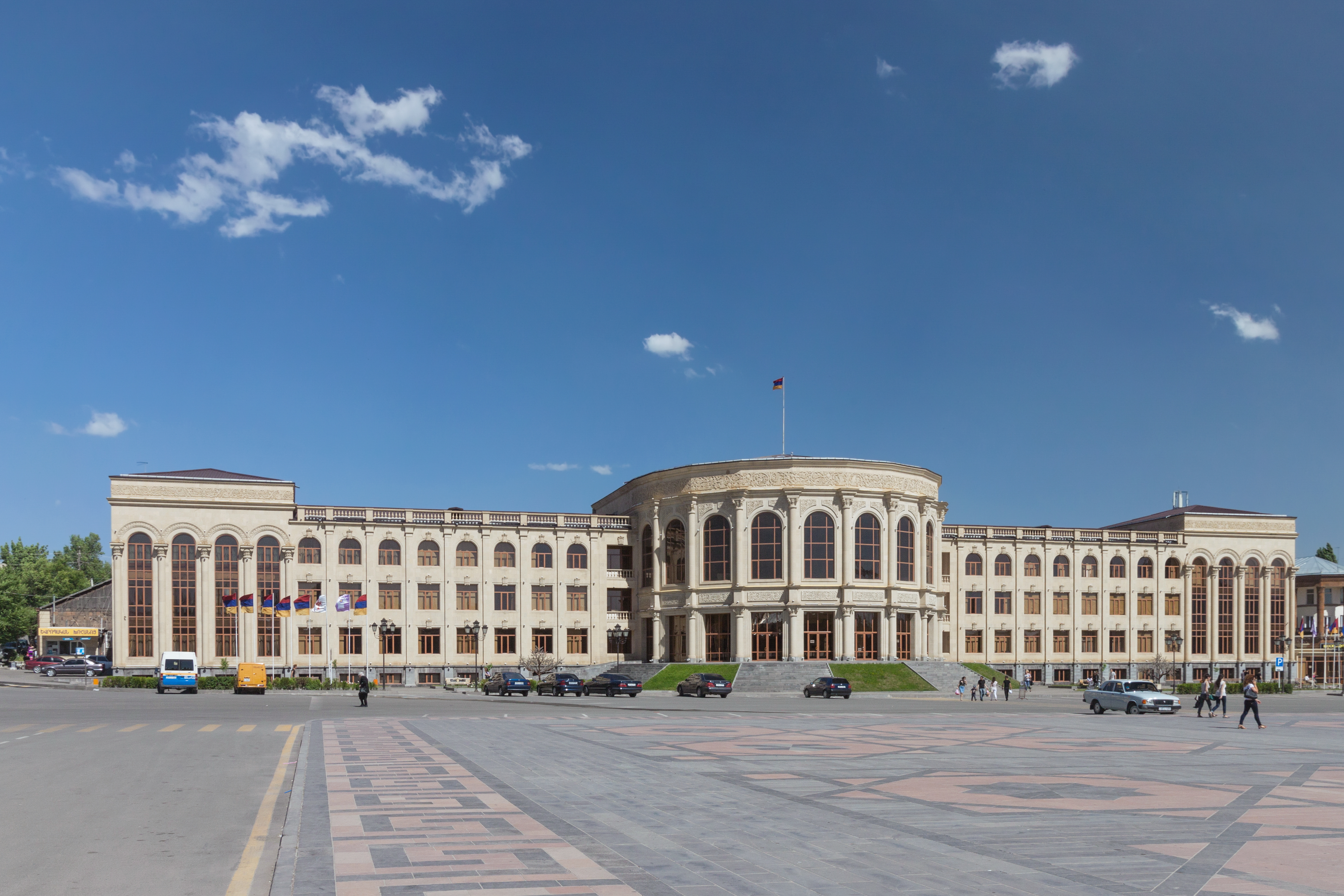
Urząd miasta
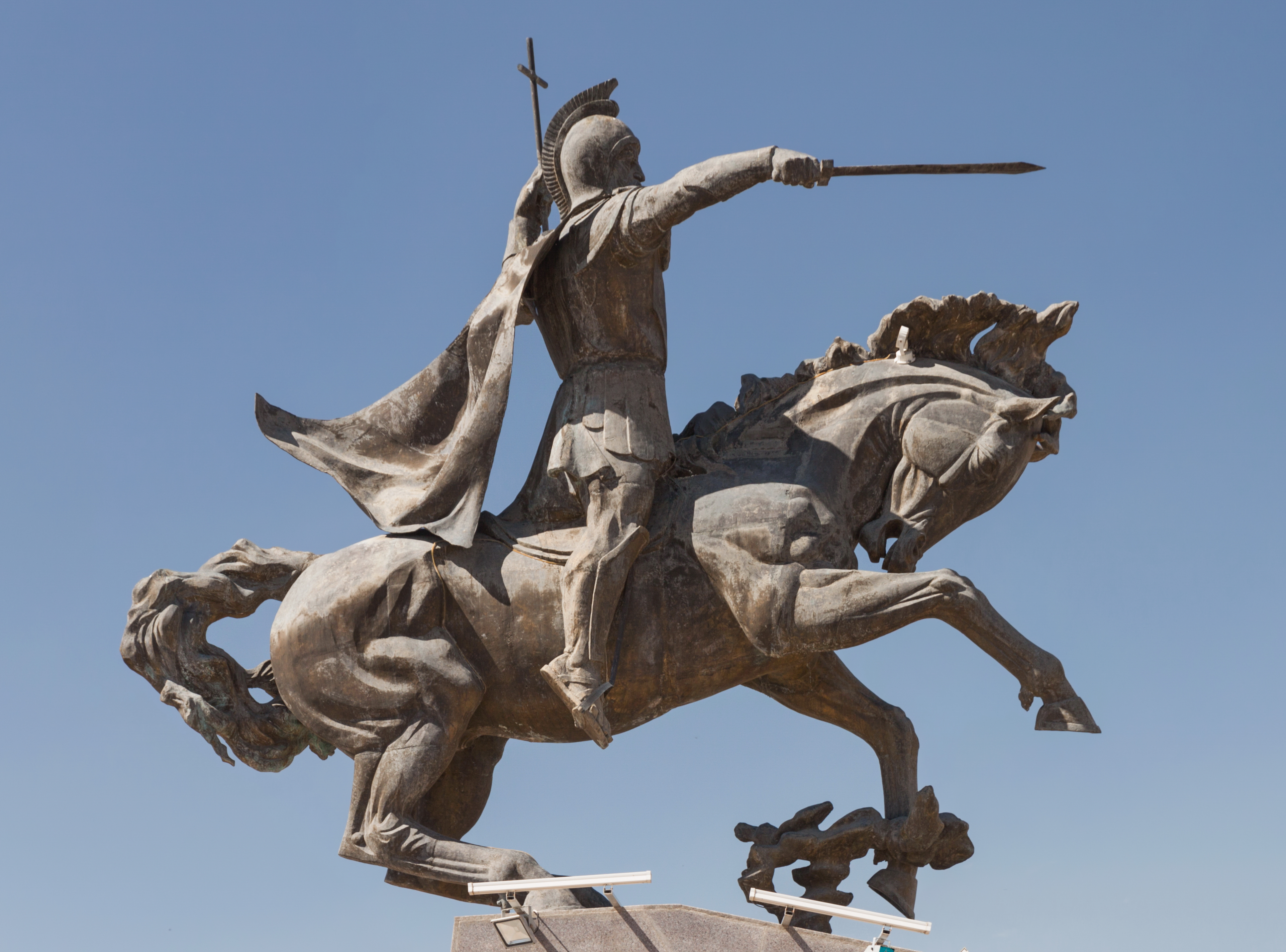
Pomnik Wardana Mamikoniana na placu Vartanants
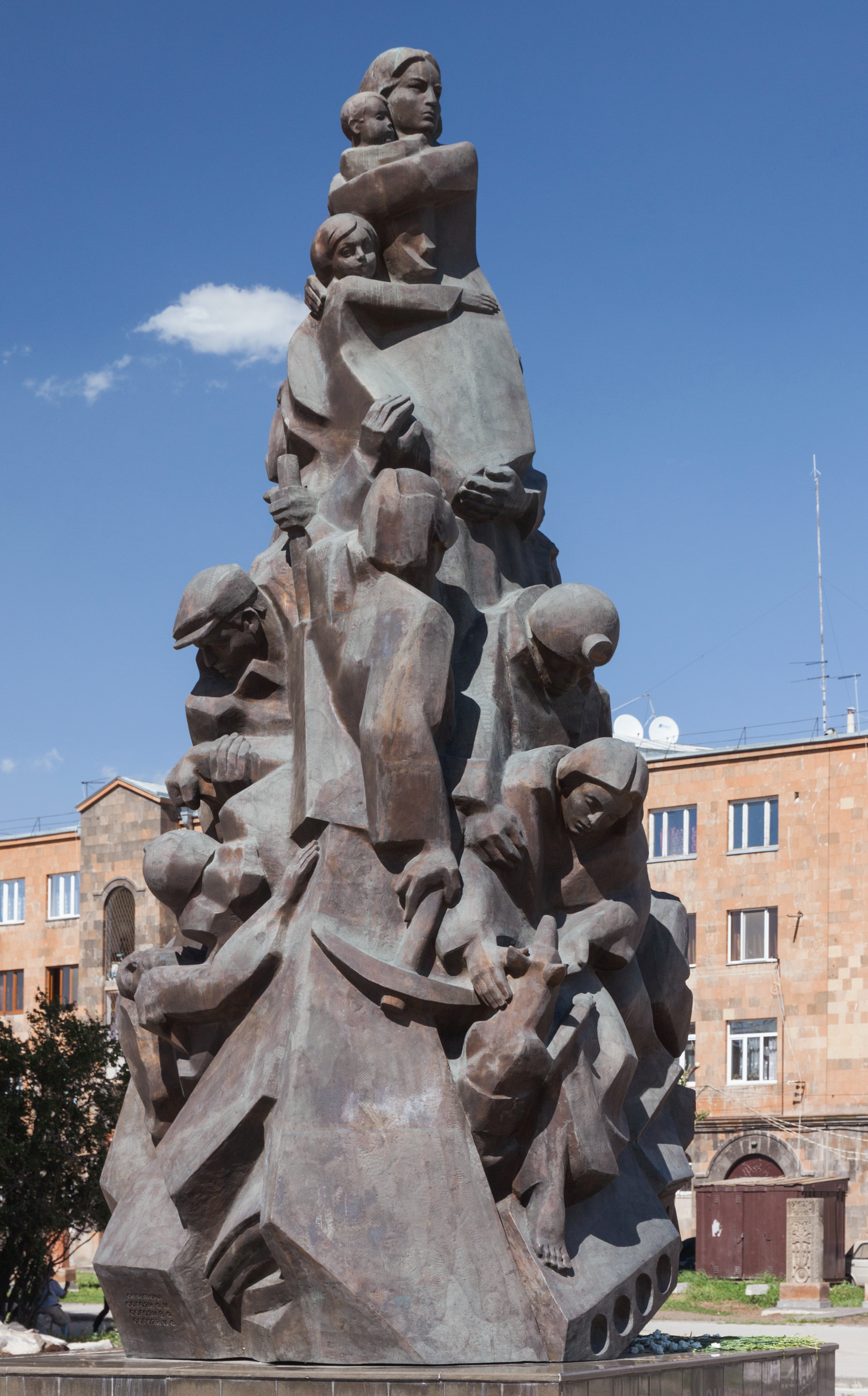
Pomnik ofiar trzęsienia ziemi z 7 grudnia 1988
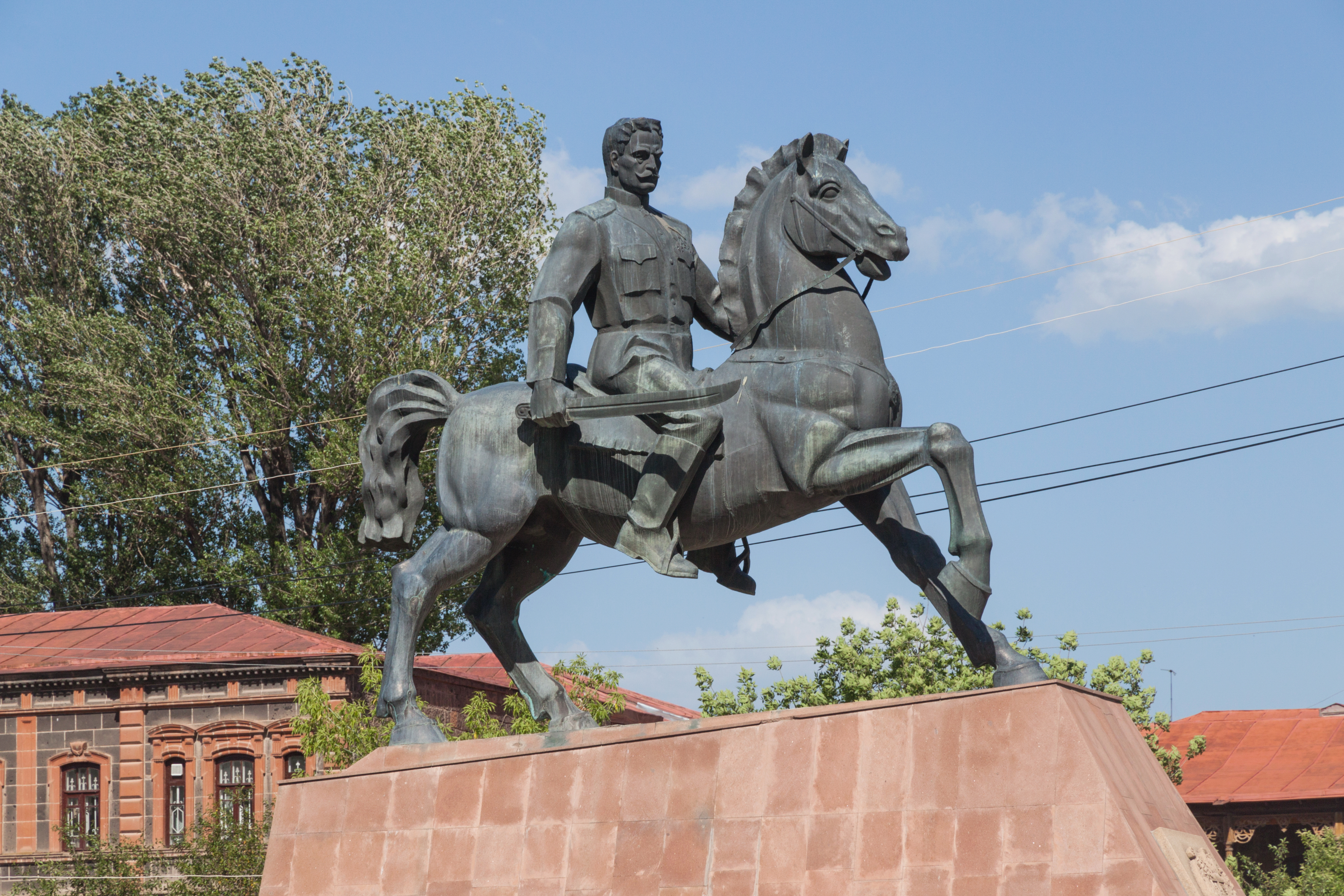
Pomnik generała Andranika Ozaniana
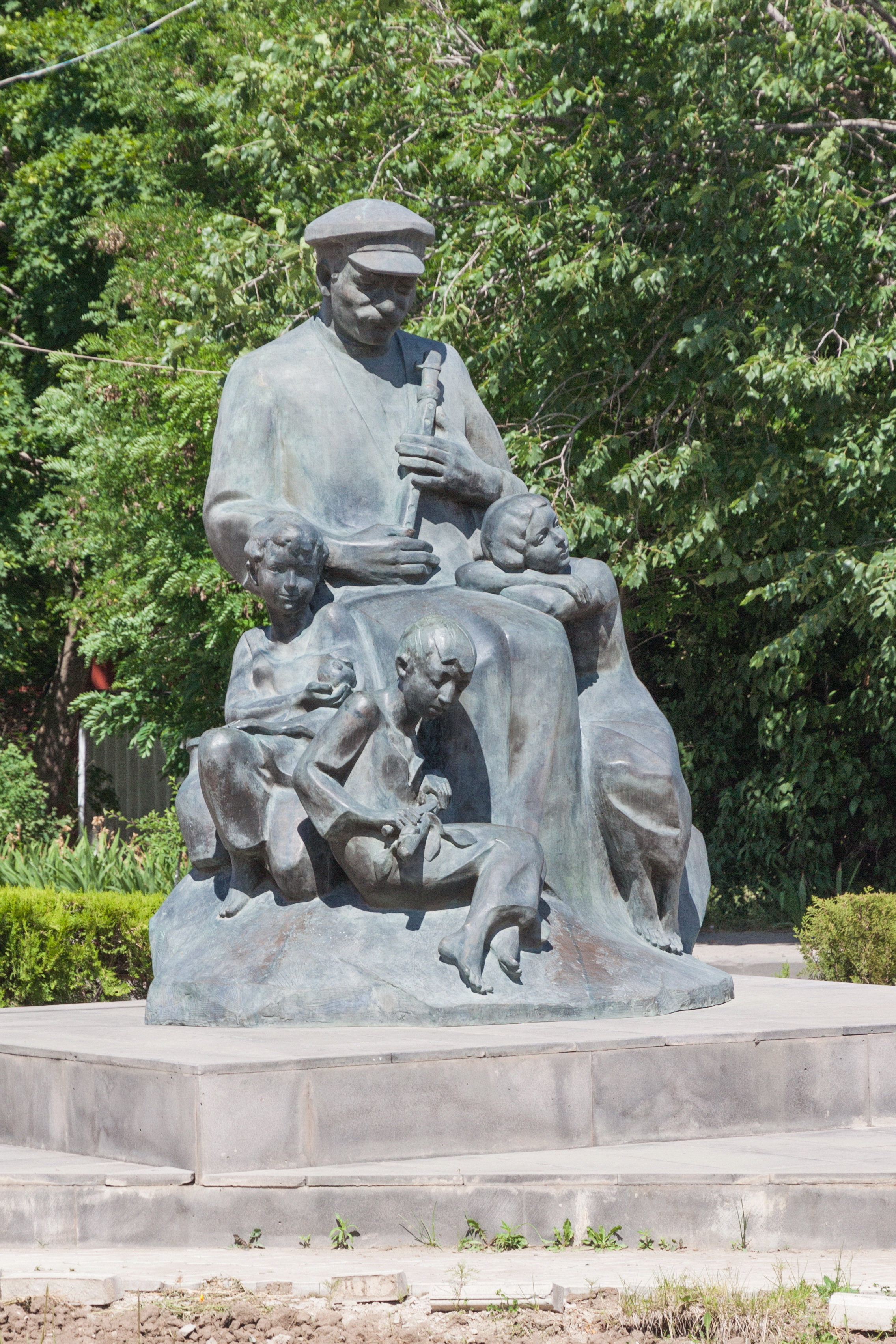
Pomnik dziadka z dziećmi
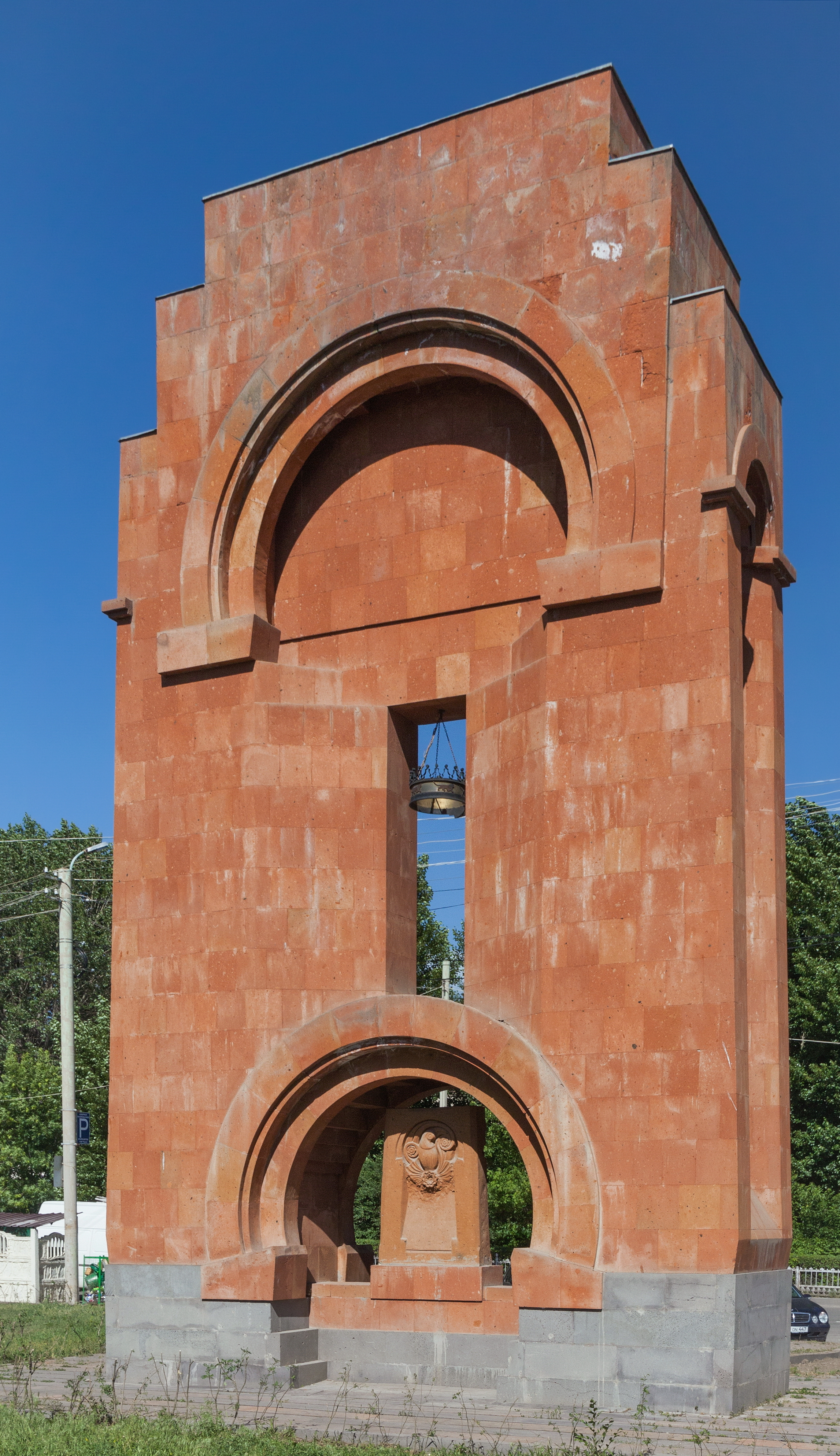
Brama Pamięci
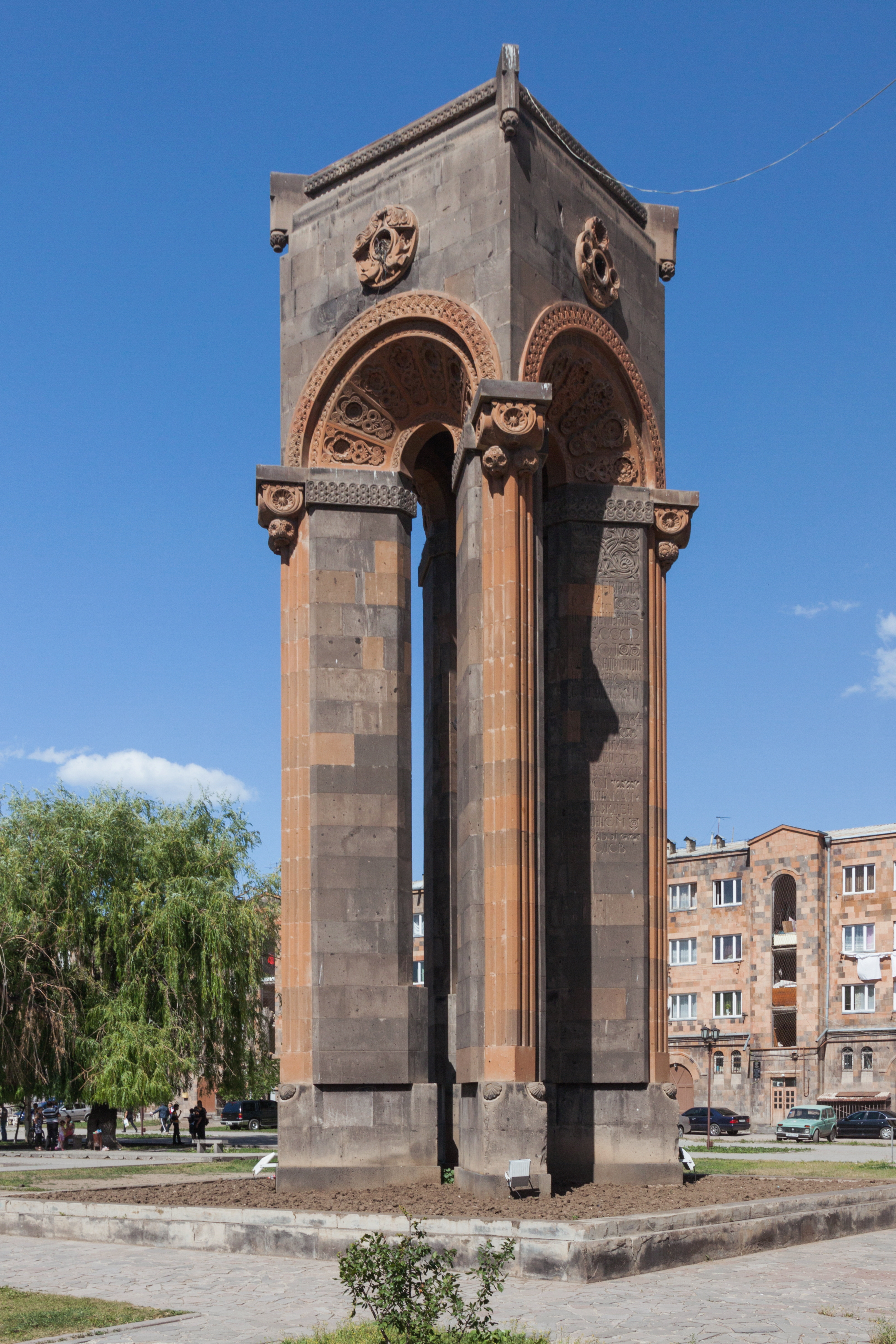
Pomnik Aleksandropol
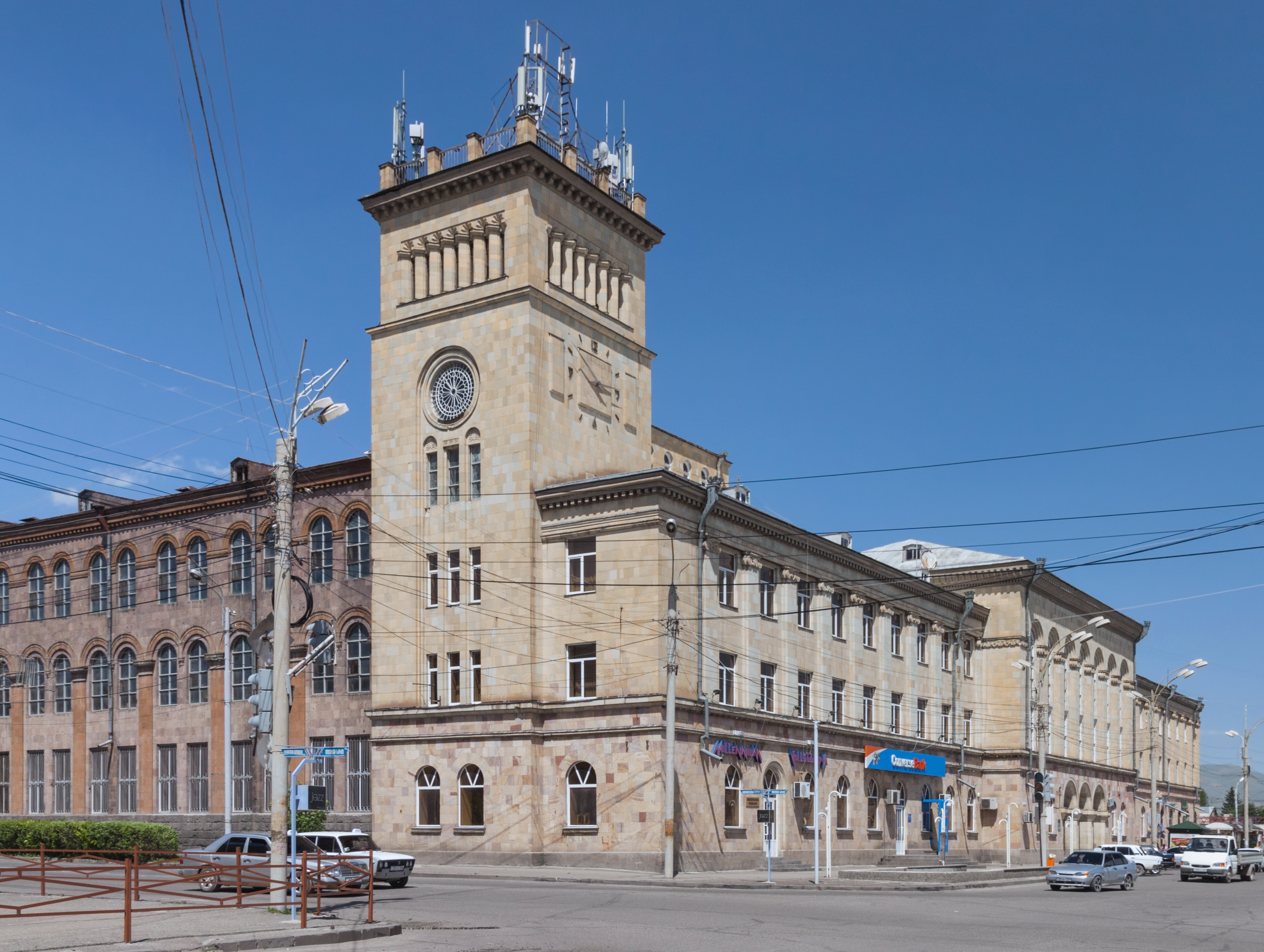
Dawny warsztat fabryki pończoch

## Miasta partnerskie
- Alexandria, USA
- Aleksandria, Egipt
- Kutaisi, Gruzja
- Osasco, Brazylia
- Płowdiw, Bułgaria
- Białystok, Polska